# Isezaki-chōjamachi (metropolitana di Yokohama)
Isezaki-chōjamachi (伊勢佐木長者町駅?, Isezaki-chōjamachi-eki) è una stazione della metropolitana di Yokohama che si trova nel quartiere di Naka-ku a Yokohama, ed è servita dalla linea blu.

## Linee
Metropolitana di Yokohama
 Linea blu (linea 4)

## Struttura
La stazione è realizzata sottoterra, e possiede un marciapiede a isola centrale con due binari passanti protetti da porte di banchina a mezza altezza.
| 1 | Linea blu |  | per Kami-Ōoka e Shōnandai           |
| 2 | Linea blu |  | per Yokohama, Center-Kita e Azamino |

## Stazioni adiacenti
| «         | Servizio  | »          |
| Linea Blu | Linea Blu | Linea Blu  |
| --------- | --------- | ---------- |
| Kannai    | -         | Bandōbashi |